# Eric Arnold (cầu thủ bóng đá)
Eric Arthur Arnold (13 tháng 9 năm 1922 – tháng 4 năm 2002) là một cầu thủ bóng đá từng thi đấu chuyên nghiệp cho Norwich City từ 1947 đến 1952, có 13 lần ra sân. Ông thi đấu ở vị trí hậu vệ trái.